# Gabriel Serville
Gabriel Serville (Cayenne, 27 september 1959) is een Frans politicus en hoogleraar. Van 2012 tot 2021 was hij lid van de Nationale Vergadering voor Frans-Guyana. In 2 juli 2021 werd hij verkozen als President van de Assemblée van Frans-Guyana.

## Biografie
Serville werd op 27 september 1959 geboren in Cayenne, Frans-Guyana. Hij is van beroep wiskunde professor. In 2008, had Serville zich voor de eerste keer verkiesbaar gesteld voor Socialistische Partij van Frans-Guyana, maar werd niet verkozen. In 20 juni 2012 werd hij verkozen als lid van de Nationale Vergadering voor Frans-Guyana. Van 2014 tot 2017 was hij burgemeester van Matoury. In 2017 heeft hij de Socialistische Partij verlaten en Péyi Guyane opgericht.
Voor de regionale verkiezingen van 2021 heeft hij een lijstverbinding gesloten met La France insoumise en Génération.s. Serville werd op 2 juli 2021 verkozen als President van de Assemblée van Frans-Guyana en heeft zijn zetel in de Nationale Vergadering opgezegd. Frans-Guyana is een overzees departement en integraal onderdeel van Frankrijk. Binnen het departement vormen de President van de Assemblée en de Prefect de regeringsleiding.